# Ven blandt fjender
Ven blandt fjender (russisk: Свой среди чужих, чужой среди своих, translit.: Svoj spedi tjusjikh, tjusjoj spedi svoikh) er en sovjetisk spillefilm fra 1974 produceret af Mosfilm og instrueret af Nikita Mikhalkov, der havde skrevet filmens manuskript sammen med Eduard Volodarskij. Filmen er I farve, men enkelte scener er optaget i sort-hvid. Filmen er Nikita Mikhalkovs debut som spillefilminstruktør; han var 28 år gammel, da filmen blev udgivet.
Filmens temaer og fortælleteknik har mange lighedspunkter med westerngenren og Sergio Leones westernfilm.

## Handling
Filmens handling foregår i tiden efter den russiske borgerkrig, hvor Sovjetunionen blev opbygget. Under borgerkrigen er Sjilov, Saritjev, Kuganov, Zabelin og Lipjagin blevet nære venner.
Handlingen tager afsæt i, at den unge sovjetiske regering søger at sende en ladning guld med et tog fra det borgerkrigshærgede syd til Moskva. En gruppe tidlige soldater fra den Røde hær, nu officerer i Tjekaen, under ledelse af Sjilov får til opgave at bevogte forsendelsen. Guldet skal bruges af regeringen til at skaffe mad fra udlandet til befolkningen, der sulter.
Vagterne fra tjekaen bliver overfaldet og dræbt at en gruppe mænd, der stjæler guldet. Overfaldsmændene rejser bort med et andet tog, men bliver overfaldet og dræbt af en anden gruppe røvere; kun lederen af den første gruppe overlever. Han forsøger at infiltrere røverbanden for at stjæle guldet tilbage. Samtidig er Sjilov blevet taget til fange, og der gøres forsøg på at få ham til at fremstå som en forræder, der har givet oplysninger om guldet til overfaldsmændene. Sjilov anklages for forræderi, bl.a. fordi hans bror er en af de hvide.
SJilov må nu infiltrere røvernes bande for at skaffe guldet tilbage og for at finde ud af, hvem der dræbte han venner.

## Medvirkende
- Jurij Bogatyrjov — Jegor Sjilov
- Anatolij Solonitsyn — Sarytjev[5]
- Aleksandr Kajdanovskij — Lemke
- Nikita Mikhalkov — Brylov
- Aleksandr Porokhovsjjikov — Kungarov
- Sergej Sjakurov — Zabelin
- Nikolaj Pastukhov — Stepan Lipjagin